# ماري-راسل فيريل كولتون
ماري-راسل فيريل كولتون (25 مارس 1889 - 26 يوليو 1971) فنانة وكاتبة ومعلمة، وأثنوغرافية، وأمينة أمريكية. وهي واحدة من المؤسسين الرئيسيين لمتحف شمال أريزونا. كانت عضوًا في فريق فيلادلفيا تين، حيث عرضت في العروض السنوية للمجموعة من عام 1926 إلى عام 1940. كانت أيضًا عضوًا في الرابطة الوطنية للرسامات والنحاتين، وجمعية الألوان المائية الأمريكية، والاتحاد الأمريكي للفنون. وهي معروفة بمناصرتها للفنون وحقوق الأمريكيين الأصليين وحقوق المرأة. نتيجة لدفاعها عن فنون الأمريكيين الأصليين، حصلت على شهادة تقدير من وزارة الداخلية الأمريكية، مجلس الفنون والحرف الهندية في عام 1935. في عام 1982، تم إدخالها إلى قاعة مشاهير النساء في ولاية أريزونا.

## خلفية شخصية
ولدت ماري راسل فيريل في 25 مارس 1889 في لويزفيل بولاية كنتاكي. هي ابنة جوزيف وإليز (ني هيوستن) فيريل. كان والدها معروفًا بأنه من أوائل الأنجلو أميركيين الذين استكشفوا وادي تينايا في ما يُعرف الآن بمنتزه يوسمايت الوطني. بعد وفاته في عام 1904، تزوجت إليز فيريل من رجل الأعمال ثيودور بريسر.
في عام 1904، في سن 15 عامًا، التحقت ماري راسل فيريل بمدرسة فيلادلفيا للتصميم للنساء،  وتخرجت عام 1909 بمرتبة الشرف. بعد تخرجها، افتتحت استوديو في فيلادلفيا. تضمنت مشاريعها ترميم الفن ومشاريع فنية تجارية. بالإضافة إلى الفن التجاري الذي أنتجه الاستوديو الخاص بها، عملت ماري راسل فيريل كعضو في المعرض السنوي لفيلادلفيا تين في فلوريدا والغرب الأوسط والولايات الشرقية للولايات المتحدة وأوروبا.
في 23 مايو 1912، تزوجت ماري راسل فيريل من هارولد سيلرز كولتون، أستاذ علم الحيوان بجامعة بنسلفانيا. ولهما ولدان، فيريل، ولد عام 1914، وسابين عام 1917. توفي سابين بحمى الوادي في توكسون عام 1924. استمر زواجهما حتى وفاتها.

## خلفية إحترافية
في أبريل 1926، انتقل كولتونز إلى فلاغستاف ، أريزونا. خلال هذا الوقت، رسمت في وحول هضبة كولورادو. كما أسست متحف شمال أريزونا. من خلال كتابتها ورسمها وعملها كمدافعة عن الشعوب الأمريكية الأصلية وفنون الأمريكيين الأصليين، قدمت مساهمات في التعليم التقدمي، وحركة الفنون والحرف اليدوية الهندية وعلم الآثار.
عملت كولتون كأمينة للفن في متحف شمال أريزونا لمدة 20 عامًا. كما سجلت تاريخ هضبة كولورادو من خلال لوحاتها ومعروضاتها. كتبت 21 مقالاً وكتابين. بصفتها فنانة وأمينة للفن في المتحف، عملت كولتون غالبًا مع فنانين من الأمريكيين الأصليين لجلب الاعتراف والقبول لعملهم في مجتمع الفن الدولي. 
طوال حياتها المهنية كفنانة، رسمت كولتون مجموعة متنوعة من الموضوعات بما في ذلك المناظر الطبيعية والأشكال والحياة الهادئة والمشاهد النوعية. وهي معروفة بصورها الحساسة التي تستخدم قيم ألوان نابضة بالحياة وغير عادية.  طبعت صحيفة كريستيان ساينس مونيتور في 2 سبتمبر 1920 نسخة من لوحتها، غروب الشمس في حقل الحمم البركانية . كتب المؤلف؛ «في لوحاتها في أريزونا، السيدة كولتون تعطي التأثير الكامل لحبها للون. ينبهر الشخص بإحساس البُعد الشاسع الذي تمكنت من التقاطه لهذه اللوحات الغربية التي تجلب لها اعترافًا متزايدًا». 
من الأعمال البارزة
- Church at Ranchos de Taos (1913)
- Edmund Nequatewa (1942)
- Walpi (1914)
- Navajo Shepardess (1916)
- Sunset and Moonglow (1917)
- Lonesome Hole (1929)
- Sedona From Red Ledge (1952)
- Sunset on a Lava Field (1919)

### المعارض
ماري راسل فيريل كولتون: فنانة ومحامية في أوائل ولاية أريزونا . متحف شمال أريزونا، 17 يونيو - 28 أكتوبر 2012 ؛ متحف ديزرت كاباليروس الغربي، ويكنبرج، أريزونا، من 14 ديسمبر 2012 إلى 3 مارس 2013.

## الأعمال المنشورة
- - Colton, Mary-Russell Ferrell. Hopi Dyes, Flagstaff: Museum of Northern Arizona, 1965.
  - Colton, Mary-Russell Ferrell and Harold Sellers. "Petroglyphs, the record of a great adventure", Washington D.C. American Anthropologist, 1931.
  - Colton, Mary-Russell Ferrell; Nonabah Gorman Bryan; Stella Young. Navajo and Hopi Dyes, Salt Lake City, Utah: Historic Indian Publishers, 1965. (ردمك 978-1-883736-08-8)
  - Colton, Mary-Russell Ferrell. Art for the schools of the Southwest, an outline for the public and Indian schools, Museum Bulletin, No. 6, Flagstaff, Arizona, Northern Arizona Society of Science and Art, 1934.
  - Colton, Mary-Russell Ferrell and Edmund Nequatewa. Truth of a Hopi and other clan stories of Shung-Opovi, Museum of Northern Arizona. No. 8, Flagstaff, Arizona, Northern Arizona Society of Science and Art, 1947.
  - Colton, Mary-Russell Ferrell. "Hopi silversmithing, its background and future", Plateau, Vol. 12, No. 1, Flagstaff, Arizona, Northern Arizona Society of Science and Art, 1939.
  - Colton, Mary-Russell Ferrell. "Letter to the Editor", Coconino Sun, August 12, 1927.
  - Colton, Mary-Russell Ferrell, and Harold Sellers. The Little Known Small House Ruins in the Coconino Forest, Memoirs of the American Anthropological Association Vol. 5. Lancaster, Pennsylvania, American Anthropological Association, 1918.
  - Colton, Mary-Russell Ferrell. "Technique of Major Hopi Crafts", Museum Notes. Vol. 3, No 12. Flagstaff, Arizona, Museum of Northern Arizona, 1931.

## روابط خارجية
- - History of Philadelphia Ten
  - Arizona Women's Hall of Fame:Arizona State Library
  - Arizona Women's Heritage Trail
  - "Mary and Harold Colton, Founders of the Museum of Northern Arizona", KBAQ:Hearing the Century